# الصادق ثريا
الصادق ثريا (القيروان, 4 مارس 1920 - تونس, 12 ديسمبر 2003) هو فنان وملحن تونسي ولد بمدينة الأغالبة، يقول الصادق ثريا عن حياته الفنّية ان البداية كانت وعمره 12 سنة.

## مسيرته
يقول كنت وأنا في هذه السن أحبّ الفنّ. وكنت أستمع إلى غناء عمّي الذي كان فنّانا وعازفا...وبعد أن درست سنوات في الجامع الكبير بالقيروان، جئت إلى تونس العاصمة لأبدأ عمليا رحلتي مع الفنّ هنا تعرّفت عل على مجموعة من شعراء تحت السور وأولى أغنياتي كتبها علي الدوعاجي وعبد الرزاق كرباكة والهادي العبيدي ومحمود بورقيبة.
وابتداء من سنة 1938 كنت أنتج الكثير من الأغاني للعديد من المؤلفين بعضهم نسيت اسمه. كانت فترة ذهبية في الإنتاج الفني وكان الجوّ يلهم أحلى الألحان وأجمل الأفكار... وكنت أحيانا أوحي للمؤلف حتى بشكل الأغنية، والإنتاج آنذاك كان دائما مشتركا. التأليف يولد بحضور الملحن واللحن بدوره يولد بحضور المؤلف.
في تلك السنوات اشتغلت مع مجموعة كبيرة من نجوم ذلك العصر (1939 – 1940) فعملت مع محمد التريكي. حسيبة رشدي، شافية وفتحية خيري وعندما تأسست الإذاعة التونسية، بدأت العمل فيها وكان الأستاذ عثمان الكعاك هو الذي انتدبني. وفي سنة 1952 بدأت مرحلة أخرى من حياتي الفنية أردت أن أجرب حظي في فرنسا فسافرت و بدأت أشتغل في إحدى الملاهي وهنا تعرّفت على مجموعة كبيرة من الفنانين الجزائريين والمغاربة. كنا نعمل معا في هذا الملهى ومن هؤلاء أحمد وهبي وإسماعيل أحمد الذي كان آنذاك يعزف على الكمنجة وفي تلك الفترة كان لصاحب الملهى ابنة صغيرة كلفني والدها بأن أعلمها أداء بعض أغاني أم كلثوم. وبالفعل...أذكر. أني بدأت أعلم هذه الطفلة أغنية «سلوا قلبي» لأم كلثوم ورويدا رويدا بدأ صوت هذه الطفلة ينمو وينضج، حتّى أصبحت ألحّن لها أغنيات خاصّة... وأصبحت هي نفسها تشارك في فقرات ملهى أبيها وبقيت أساعدها حتّى رسخت قدميها في الفنّ واشتهرت بعد ذلك. نعم إنها وردة الجزائرية.
وفي المغرب عملت كذلك أشهرا عديدة ذهبت إلى هناك سنة 1958 لأقوم بتنفيذ عقد مدّته ستّة أشهر، وهناك قمت بتدريب الفرقة المغربيّة على العديد من الموشحات ومن ضمن الفرقة يوجد الفنانان عبد الوهاب الدكالي وعبد الهادي بلخياط وفي سنة 1962 ذهبت إلى الجزائر وكلّفت بتعليم الموسيقى لأطفال الشهداء، اشتغلت في عنابة وسيدي بلعباس وكنت أشارك كذلك في الإذاعة بتقديم إنتاجي الموسيقي والغنائي.

## رصيده الغنائي
خلف الفقيد رصيدا غنائيا ثريا كان نتاج شخصيته الموسيقية الأصيلة التي تميزت بالمزج بين المقامات الشرقية و الطبوع التونسية. وتحتفظ خزينة الإذاعة الوطنية بعدد كبير من إبداعاته الغنائية أداء ولحنا نذكر منها : 
- زوز جمامات
- ما نغنيش على خاطر ما تسمعنيش
- تعديت على جنينة دارك
- أنا من قلبي حبيتك
- من توة خير يا حواء
- كي يضيق بيك الدهر يا مزيانة.

## وفاته
توفي الصادق ثريا 12 ديسمبر 2003 عن سن تناهز 83 سنة كانت زاخرة بالعطاء والإبداع الفني خدمة لإشعاع الأغنية التونسية.